# ISO 3166-2:CO
ISO 3166-2:CO is een ISO-standaard met betrekking tot de zogenaamde geocodes. Het is een subset van de ISO 3166-2 tabel, die specifiek betrekking heeft op Colombia. 
De gegevens werden tot op 15 november 2016 geüpdatet op het ISO Online Browsing Platform (OBP). Hier worden 32 departementen - department (en) / département (fr) / departamento (es) - en 1 hoofdsredelijk district - capital district (en) / district de la capitale (fr) / distrito capital (es) - gedefinieerd.
Volgens de eerste set, ISO 3166-1, staat CO voor Colombia, het tweede gedeelte is een twee- of drieletterige code.

## Codes
| Code   | Naam                                     | Categorie               |
| ------ | ---------------------------------------- | ----------------------- |
| CO-DC  | Distrito Capital de Bogotá               | hoofdstedelijk district |
| CO-AMA | Amazonas                                 | departement             |
| CO-ANT | Antioquia                                | departement             |
| CO-ARA | Arauca                                   | departement             |
| CO-ATL | Atlántico                                | departement             |
| CO-BOL | Bolívar                                  | departement             |
| CO-BOY | Boyacá                                   | departement             |
| CO-CAL | Caldas                                   | departement             |
| CO-CAQ | Caquetá                                  | departement             |
| CO-CAS | Casanare                                 | departement             |
| CO-CAU | Cauca                                    | departement             |
| CO-CES | Cesar                                    | departement             |
| CO-COR | Córdoba                                  | departement             |
| CO-CUN | Cundinamarca                             | departement             |
| CO-CHO | Chocó                                    | departement             |
| CO-GUA | Guainía                                  | departement             |
| CO-GUV | Guaviare                                 | departement             |
| CO-HUI | Huila                                    | departement             |
| CO-LAG | La Guajira                               | departement             |
| CO-MAG | Magdalena                                | departement             |
| CO-MET | Meta                                     | departement             |
| CO-NAR | Nariño                                   | departement             |
| CO-NSA | Norte de Santander                       | departement             |
| CO-PUT | Putumayo                                 | departement             |
| CO-QUI | Quindío                                  | departement             |
| CO-RIS | Risaralda                                | departement             |
| CO-SAP | San Andrés, Providencia y Santa Catalina | departement             |
| CO-SAN | Santander                                | departement             |
| CO-SUC | Sucre                                    | departement             |
| CO-TOL | Tolima                                   | departement             |
| CO-VAC | Valle del Cauca                          | departement             |
| CO-VAU | Vaupés                                   | departement             |
| CO-VID | Vichada                                  | departement             |